# ديريك مكاي
ديريك مكاي (بالإنجليزية: Derek McKay)‏ (13 ديسمبر 1948 في المملكة المتحدة - 20 أبريل 2008 ببانكوك في تايلاند) هو لاعب كرة قدم بريطاني في مركز جناح ‏. لعب مع كريستال بالاس ونادي أبردين ونادي دندي ونادي بارو.

## وصلات خارجية
- ديريك مكاي على موقع قاعدة بيانات كرة القدم.إي يو (الإنجليزية)